# Charles Yriarte

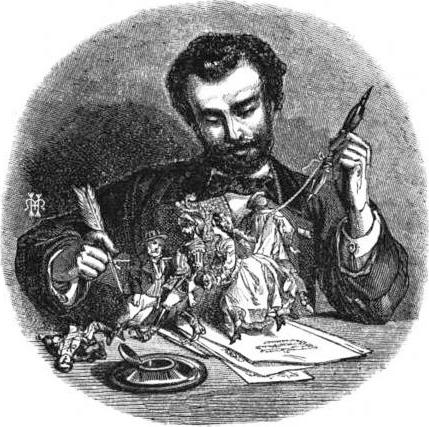
Charles Yriarte

Charles Yriarte (París, 5 de diciembre de 1832-París, 1898) fue un escritor francés descendiente de una familia española.

## Biografía
Nacido el 5 de diciembre de 1832, estudió arquitectura en la École des Beaux-Arts y en 1856 llegó a ser inspector de edificios gubernamentales. Más tarde, se enroló en el ejército español como reportero para el periódico Le Monde Illustré y estuvo presente en la guerra de África. Para esta misma publicación, viajó por España e Italia y llegó a ser redactor tras su vuelta en 1862. En 1871, abandonó su puesto para dedicar su tiempo a viajar y a recoger impresiones de sus viajes en sus trabajos.
Una de sus obras más importantes en el contexto de su afición por España es un estudio sobre la vida y obra de Francisco de Goya: Goya, sa vie, son œuvre (1867). Falleció en 1898 en su residencia de la Rue Cambon de París.

## Obras
- La societe espagnole (Par. 1861)
- Sous la tente, souvenir du Maroc (1862)
- Paris grotesque, les célébrités de la rue 1815-63 (1864, 2. Ed. 1868)
- Les cercles de Paris, 1828-64 (1865)
- Portraits parisiens (1865)
- Nouveaux portraits parisiens (1869)
- Goya, sa vie, son œuvre (1867)
- Portraits cosmopolites und Tableaux de la guerre (1870)
- Les Prussiens a Paris et le 18 mars (1871)
- Campagne de France 1870-71 (1871)
- Les princes d'Orleans (1872)
- Le Puritain (1873)
- La vie d'un patricien de Venise au seizième siècle (1874)
- La Bosnie et l'Herzegovine pendant l'insurrection (1875)
- Venise: l'histoire, l'art, l'industrie, la ville et la vie (1877)
- Les bords de l'Adriatique (1878)
- Florence (1880)
- Un condottiere au XV. siècle: Rimini (1882)
- Françoise de Rimini (1882)
- Matteo Civitali (1885)
- Cesar Borgia (1889, 2 Vols.)